# 자아 찾기
〈자아 찾기〉(일본어: 私さがし 와타시사가시[*])는 코마츠 미호의 열아홉 번째 싱글이다.

## 개요
- 전전작 〈mysterious love〉 이외에 어레인저 및 백코러스로 토쿠나가 아키히토를 맞이한 작품이다. 자신이 가사에 중점적으로 시점을 둔 곡이라고 한다.

## 수록곡
1. 자아 찾기(私さがし)
  - 작사 · 작곡: 코마츠 미호, 편곡: 토쿠나가 아키히토
2. 소나기(通り雨)
  - 작사 · 작곡: 코마츠 미호, 편곡: 토쿠나가 아키히토
3. 자아 찾기 (instrumental)
4. 소나기 (instrumental)